# Neoseiulus argentinus
Neoseiulus argentinus är en spindeldjursart som beskrevs av Guanilo och Moraes 2008. Neoseiulus argentinus ingår i släktet Neoseiulus och familjen Phytoseiidae. Inga underarter finns listade i Catalogue of Life.